# Roman Bartosiewicz
Roman Bartosiewicz (ur. 8 sierpnia 1938 w Brześciu, zm. 2 listopada 2019) – polski aktor telewizyjny i teatralny.

## Życiorys
W 1963 roku Bartosiewicz ukończył studia na wydziale aktorskim PWSFTviT w Łodzi. Na ekranie zadebiutował w 1963 w filmie Gdzie jest generał.... Na deskach teatru zagrał po raz pierwszy 9 października 1963 w Teatrze im. Wojciecha Bogusławskiego w Kaliszu. W późniejszych latach występował w teatrach: Wiliama Horzycy w Toruniu (1964-1966), Dolnośląskim w Jeleniej Górze (1966-1968), Juliusza Osterwy w Lublinie (1968-1971), oraz w Teatrze Narodowym w Warszawie (1971-1990).
Pochowany na Cmentarzu Wojskowym na Powązkach w Warszawie (kwatera AIIIKOL-1-44).

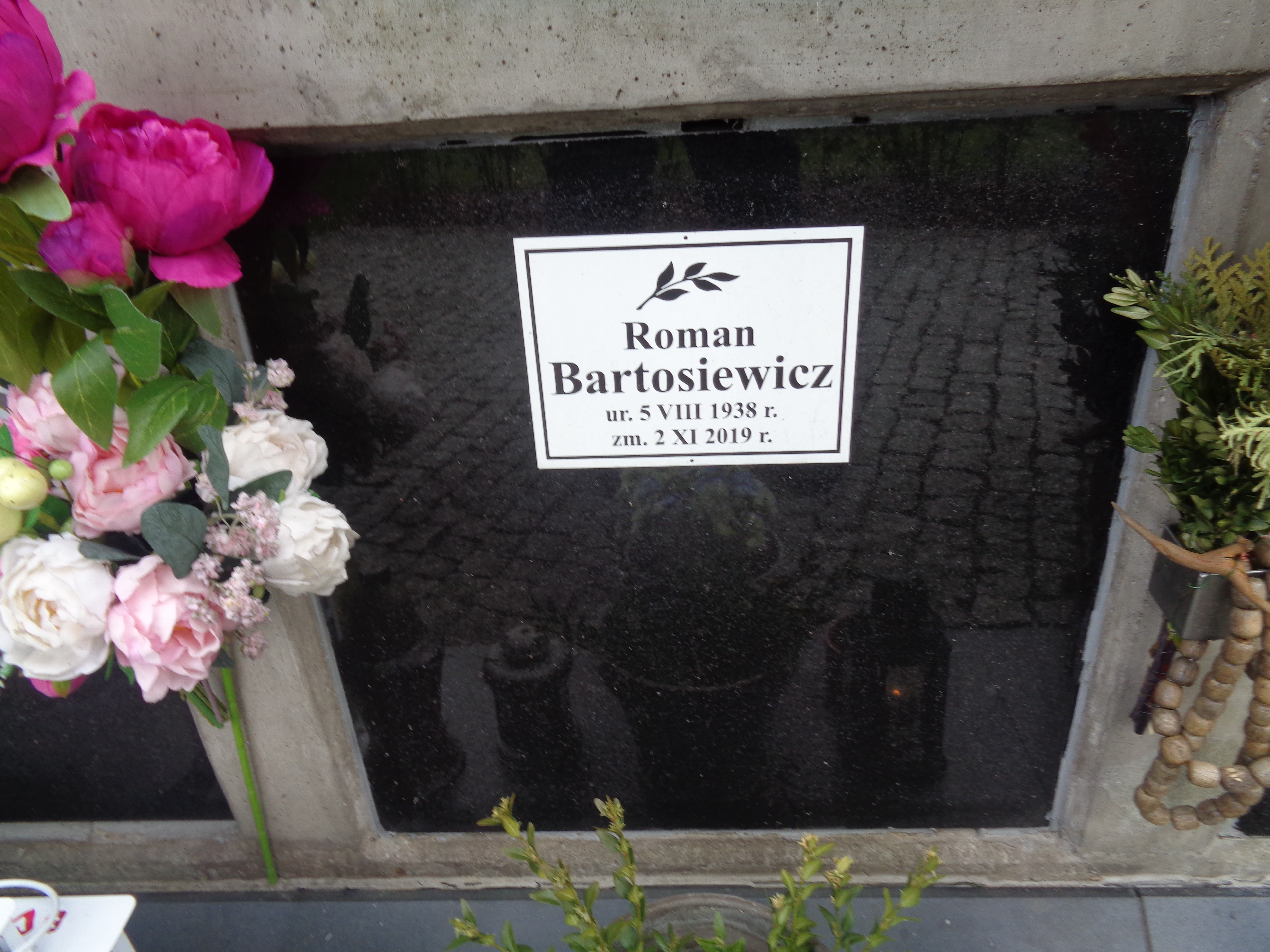
Grób Romana Bartosiewicza na Cmentarzu Wojskowym na Powazkach

## Spektakle telewizyjne
- 1970: Akt przerywany
- 1972: Śmierć krąży wokół Diany – Sierżant Garret
- 1972: Opowieści mojej żony – znajomy (odc.12)
- 1972: Cezar i Kleopatra – Centurion
- 1973: Norwid
- 1977: Przed burzą (odc.5)
- 1977: Akcja Szarotka
- 1979: Dni zemsty – Jack West
- 1980: Zjawa – Ksiądz
- 1980: Smok – Mieszczanin
- 1983: Święty eksperyment – Żołnierz
- 1984: Poszukiwany Albert Peryt – Koral
- 1984: O-bi, O-ba. Koniec cywilizacji
- 1988: Falanster – Sigwart
- 1990: Jan Kiliński
- 1993: Wigilijny Gość – doktor

## Filmografia
- 1963: Gdzie jest generał... – Władek, ordynans porucznika Michniewicza
- 1975: Kazimierz Wielki
- 1977: Polskie drogi – żołnierz Niemiecki w obejściu Poraja (odc.10)
- 1984 – 1987: 07 zgłoś się – 2 role:ekspert ds. kryminalistyki; (odc.15,16), Marsano, zleceniodawca „zlikwidowania” Moderskiego (odc.21)
- 1984: Siedem życzeń – Rademenes-Semenedar; rola dubbingowana przez Macieja Zembatego (odc.6 i 7)
- 1986: Tulipan – oficer milicji, współpracownik kapitana Marka (odc.2, 3, 5)
- 1986: Nieproszony gość – sąsiad Stefana
- 1988: Pole niczyje – pułkownik Tylka-Zaklicki
- 1988 – 1990: W labiryncie – Doktor Jaskuła, pracownik instytutu
- 1990: Armelle
- 1992: Żegnaj Rockefeller – policjant (odc.5)
- 1994: Panna z mokrą głową – sąsiad Borowskich (odc.3,4)